# Латинская хроника королей Кастилии
Латинская хроника королей Кастилии — историческое сочинение, составленное в нач. XIII в. неизвестным автором, предположительно — королевским канцлером епископом Хуаном Осмским. Сохранилась в рукописи кон. XV в. Охватывает период с нач. XI в. до 1236 г. Является одним из наиболее важных источников по истории Кастилии и Леона в XII — нач. XIII вв.

## Переводы на русский язык
- Часть 1 в переводе Е. В. Перекопской с англ. на сайте Восточная литература

- Часть 2 в переводе Е. В. Перекопской с англ. на сайте Восточная литература

- Часть 3 в переводе Е. В. Перекопской с англ. на сайте Восточная литература